# ユウワク スクランブル
『ユウワク スクランブル』は、2016年8月26日にMOONSTONE Honeyより発売された18禁美少女アドベンチャーゲーム。

## ストーリー
平凡な学生である主人公の天塚陽人（あまつか はると）は母親が再婚して再婚相手の家で連れ子であるかつての幼なじみの三姉妹と再会して同居生活が始まる。

## 登場人物
星見 陽人 （ほしみ はると）
やさしく思いやりのある一般的な男子。
星見 明日香 （ほしみ あすか）
声 - 橘まお
学年：3年生 身長：162cm / B86/ W55/ H87
幼なじみ三姉妹の長女。家事が苦手でツンデレ気質。三姉妹の仲では一番胸が大きい。
星見 夕姫 （ほしみ ゆき）
声 - 有栖川みや美
学年：2年生 身長：159cm / B80/ W52/ H81
幼なじみ三姉妹の次女。 滅多に怒ることはない優しく穏やかな性格で人望が厚く、家事が得意。
星見 美空 （ほしみ みく）
声 - 上田朱音
学年：1年生 身長：155cm / B76/ W49/ H78
幼なじみ三姉妹の三女。マイペースでイタズラ好きのトラブルメーカー。普段の髪型はツインテールで三姉妹の仲では一番胸が小さいがまだまだ発育中。

## スタッフ
- キャラクターデザイン/原画 - 日向奈尾
- シナリオ - 藤井和敏
- 音楽 - 上田朱音